# Daju-Sprachen
Die Daju-Sprachen sind eine Untergruppe des ostsudanischen Zweigs der nilosaharanischen Sprachfamilie, die im Osten der Republik Tschad und im Westen der Republik Sudan gesprochen werden.
Dazu zählen nach Bender (2000):
- Daju (ca. 23.000 Sprecher)
- Shatt (ca. 15.000 Sprecher)
- Liguri (ca. 2.500 Sprecher)
- Nyala-Lagowa (ca. 80.000 Sprecher)
- Nyolgé (Nyalgulgulé) (ca. 1.000 Sprecher)
- Mongo (ca. 31.000 Sprecher)
- Sila (ca. 38.000 Sprecher)
- Beygo (ausgestorben)